# Monte Trigo
Monte Trigo (em Crioulo cabo-verdiano (escrito em ALUPEC): Mont Trig) é uma aldeia do município de Porto Novo a norte da ilha de Santo Antão, em Cabo Verde.
Monte Trigo fica situada na costa, no sopé do vulcão do Topo da Coroa. Apenas é acessível a pê desde Tarrafal de Monte Trigo (2 h 30 minutos) ou em bote (45 minutos). 
Nordeste este ponto extremo do oeste de Cabo Verde e todos de Africa (continental e ilhas), nomeado Ponta de Mangrande. O Tratado de Tordesilhas antigamente definia como a divisão das áreas de influência dos países ibéricos que demarcava 370 léguas (1400 km) a oeste da ilha.
Em Fevereiro de 2012, converteu-se na primeira localidade do país em ter acesso à electricidade 100% renovável a partir de uma Central Eléctrica com tecnologia Fotovoltaica de 25 kWp, que em 2014 foi ampliada até 39 kWp no âmbito do Projecto SESAM-ER (Serviço Energético Sustentável para povoações rurais Isolados Mediante Micro-redes com Energias Renováveis na ilha de Santo Antão).

## Aldeias próximas
- Tarrafal de Monte Trigo, sul

## Referěncias
1. ↑  «Censo INE 2010». Consultado em 28 de novembro de 2017. Arquivado do original em 9 de abril de 2014

| O ilha de Santo Antão |
| --- |
| Vilas e aldeias Alto Mira \| Chã das Furnas \| Chã da Igreja \| Coculi \| Corvo \| Cruzinha \| Curral da Russa \| Eito \| Eito de Baixo \| Espongeiro \| Fontainhas \| Formiguinhas \| Janela \| Lomba dos Pombas \| Lomba de Santo \| Lourenço \| Monte Trigo \| Paul \| Passo \| Pombas \| Ponta do Sol \| Porto Novo \| Ribeira Alta \| Ribeira da Cruz \| Ribeira das Bras \| Ribeira Grande \| Sinagoga \| Tarrafal de Monte Trigo |
| Municípios Paul \| Porto Novo \| Ribeira Grande |
| Cabo Verde \| Barlavento \| Santo Antão |